# 海龜群島野生生物保護區
海龜群島野生生物保護區（英語：Turtle Islands Wildlife Sanctuary）位於菲律宾塔威塔威省，為重要的海龜保護區，2015年列為世界遺產預備名單。

## 歷史沿革
海龜群島是苏禄群岛的一部分，蘇祿群島位於菲律賓的西南端，馬來西亞沙巴東北方。海龜群島共有11個島嶼，其中7個為菲律賓領土，4個為馬來西亞領土。菲律賓領土部分成立「海龜群島野生生物保護區」，馬來西亞4個島嶼中，其中3個劃為海龜島國家公園。1996年5月31日，菲律賓和馬來西亞政府簽署協議，設立跨越兩國領土的「海龜群島遺產保護區」（Turtle Islands Heritage Protected Area，TIHPA）。1999年8月26日，根據菲律賓政府1999年第171號公告，此地成立「海龜群島野生生物保護區」。2014年5月，國際自然保護聯盟（ICUN）在印度尼西亚万鸦老的會議將「海龜群島野生生物保護區」納入海洋保護區網絡（MPA network）。2015年3月，菲律賓政府將「海龜群島野生生物保護區」納入世界遺產預備名單。

## 生態
海龜群島野生生物保護區總面積為241,495.92公頃，其中陸地面積為298.27公頃，其餘為海洋，保護區內包含海洋與熱帶島嶼生態，為重要的繁殖和生活的場域，每年5至7月為主要海龜產卵期，每晚約有80－150海龜產卵。此地的海龜以綠蠵龜為主，也有少數的玳瑁。保護區內已觀察到34種鳥類。植物部分，已觀察到約200種植物，包括10種红树林植物、19種蕨類植物。

## 保護
海龜群島野生生物保護區原先主觀單位為菲律賓環境與自然資源部（DENR），2020年12月轉移至邦薩摩洛環境、自然資源和能源部。2020年5月，在塔加納克島發現兩隻水獺，由專家檢視拍攝的視頻，推測可能是江獺。